# Waiting for Tomorrow (canción de Martin Garrix)
«Waiting for Tomorrow» es una canción del DJ holandés Martin Garrix y del músico estadounidense Pierce Fulton. Cuenta con la voz principal del cantante de Linkin Park, Mike Shinoda. Se publica como la quinta y última canción del cuarto Extended Play de Garrix, BYLAW, el 19 de octubre de 2018 a través de las discografías STMPD RCRDS, Epic Amsterdam y Sony Music.

## Antecedentes
Presentado por primera vez en el Ultra Music Festival 2016 de Martin Garrix durante su primer set de estreno, inicialmente se esperaba que se incluyera en su álbum debut de estudio llamado +x. Linkin Park ha sido reportado como parte del sencillo para el álbum junto con el fallecido vocalista Chester Bennington, En abril de 2018, durante la sesión de preguntas y respuestas de la película documental What We Started Garrix habló sobre el vínculo con Linkin Park y declaró que "Waiting for Tomorrow" estaba junto a Linkin Park, respondiendo a una fan en Twitter, había confirmado que el sencillo sería lanzado durante el transcurso de junio - julio, pero debido a la muerte de Chester, y por respeto a los artistas de Linkin Park, no la había lanzado. "No sé si alguna vez lo lanzaremos, Espero que sí, tal vez algún día. Pero no pronto, estamos trabajando en ello, pero aún no lo sé. Hay mucha música nueva que aún no se ha lanzado".